# Aphyosemion bualanum
Aphyosemion bualanum är en fiskart som först beskrevs av Ahl 1924.  Aphyosemion bualanum ingår i släktet Aphyosemion och familjen Nothobranchiidae. IUCN kategoriserar arten globalt som starkt hotad. Inga underarter finns listade i Catalogue of Life.